# Todor Swetoslaw

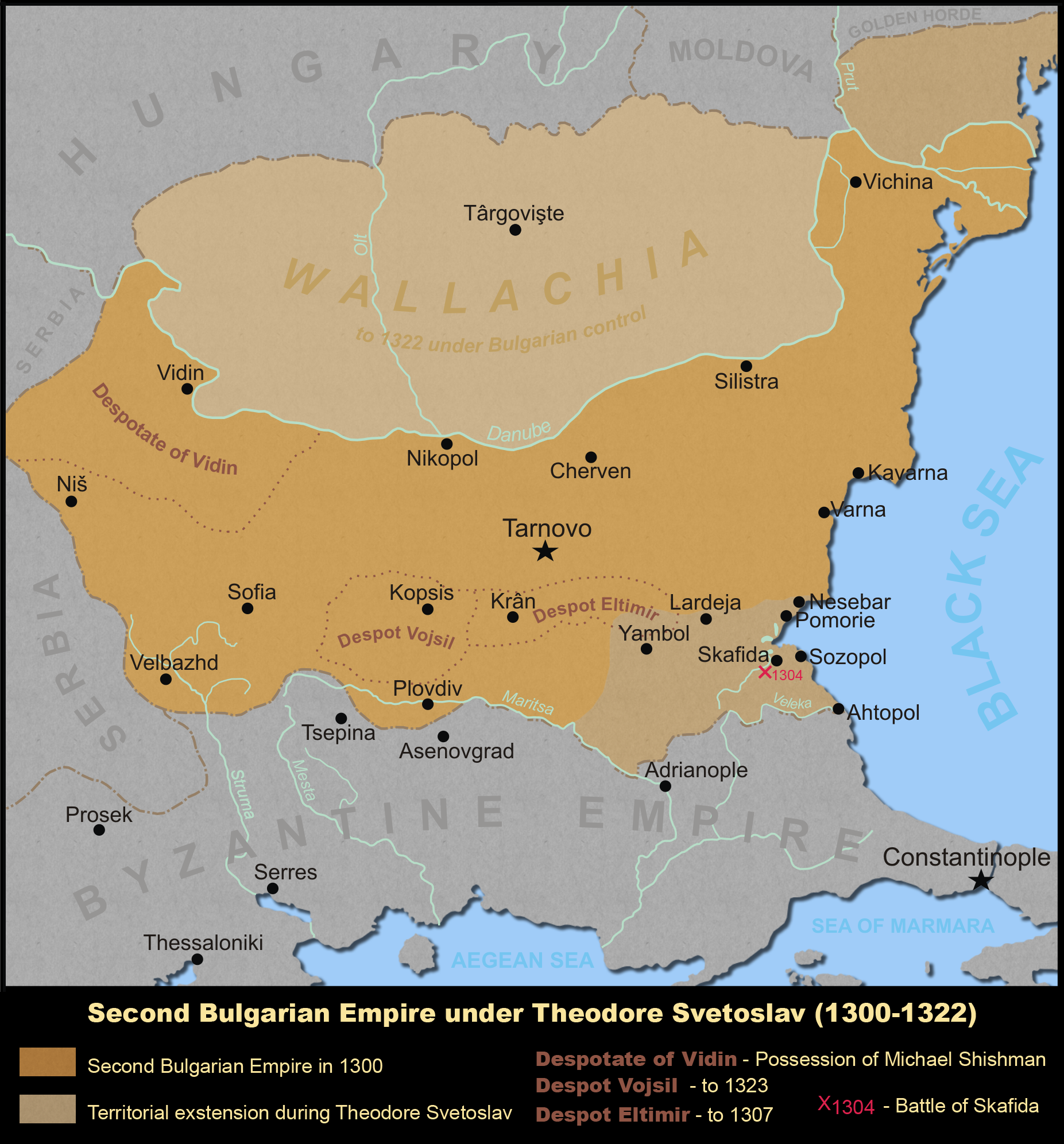
Bulgarien und seine Fürstentümer um 1300

Todor Swetoslaw Terter (auch: Theodor II. Svetoslav oder Theodor von Bulgarien, bulgarisch Тодор Светослав Тертер; † 1322) war von 1300 bis 1322 Zar von Bulgarien aus dem Hause Terter. Er war Sohn des bulgarischen Zaren Georgi I. Terter und Maria Terter.

## Leben

### Kindheit und Jugend
Man nimmt an, dass Todor Swetoslaw Anfang der 1270er Jahre in der Hauptstadt des bulgarischen Reiches Trnowo geboren wurde. 1279 konnte Iwan Assen III. mit byzantinischer Hilfe bulgarischer Zar werden. Der mächtige Boljar Georgi I. Terter, Vater von Todor Swetoslaw wurde daraufhin nicht nur dessen erster Berater, sondern auch sein Schwager. Todor Swetoslaw und seine Mutter wurden als Geiseln nach Konstantinopel (Nikäa) gebracht.
Als Iwan Assen III. 1280 selber flüchten musste, wurde Georgi I. Terter bulgarischer Zar. Eine seiner ersten Handlungen war, die Ehe mit der Schwester von Iwan zu annullieren und seine erste Frau samt Sohn aus der Gefangenschaft zurückzuholen. Weiter versuchte er die politische Zerrissenheit Bulgariens zu bekämpfen. In der Gefangenschaft wurde um 1284/85 der junge Todor Swetoslaw mit der Tochter des thessalischen Sebastokrators Johannes Dukas verlobt. 1284 kehrte seine Mutter, Maria Terter, Dank eines Abkommens aus der Gefangenschaft zurück.
Im Falle Todor Swetaslaw konnte erst der bulgarische Patriarch Ioakim III., der 1285 eine Delegation nach Konstantinopel begleitete, Erfolge erzielen. Dabei sollte sich der junge Todor zu einem späteren Zeitpunkt mit der Tochter des byzantinischen Adligen Johannes Synadenos vermählen, was er jedoch nicht tat. Nach der Rückkehr in die bulgarischen Hauptstadt, wurde Todor von seinem Vater zum Mitzar (Mitkaiser) ernannt.
Wenig später geriet Zar Georgi Terter in Abhängigkeit von der Goldenen Horde unter Khan Nogai und wurde dessen Vasall. Zur Absicherung wurde Todor Swetoslaw in die tatarische Gefangenschaft geschickt. Dort verblieb er etwa 15 Jahre. Als der bulgarische Zar sich um 1292 nicht mehr halten konnte und nach einer Boljarenverschwörung seinen Thron verlor, floh er selbst nach Byzanz. Neuer bulgarischer Zar wurde mit der Billigung Khan Nogajs, der Boljar Smilez. Damit geriet Todor Swetoslaw in schwere finanzielle Lage. Dank der Ehefrau des Khans, Efrosine (eine uneheliche Tochter des byzantinischen Kaisers Michael VIII. Palaiologos) konnte Todor die Enkelin eines vermögenden Kaufmanns heiraten. Die Ehe hatte keinen politischen Charakter, verbesserte jedoch seine finanzielle Lage.

### Thronbesteigung und innere Konsolidierung

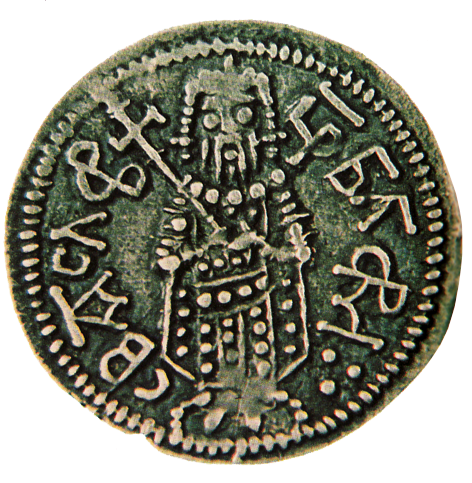
Münze von Todor Swetoslaw

Der Tod Nogais um 1299 löste zwischen seinem Sohn Tschaka Nogai und Toktai, den Khan der Goldenen Horde, Kämpfe aus. Tschaka verlor und flüchtete im Herbst 1299 mit seiner Frau (Tochter von Georgi I. Terter) und Todor Swetoslaw nach Bulgarien, wo er den Thron von Iwan IV. Smilez einnahm. Todor Swetoslaw stürzt ihn jedoch bereits im Jahr darauf und ließ sich durch den Boljarenrat, dessen Mehrheit er sich zuvor gesichert hatte, zum bulgarischen Zaren ausrufen.
Nach seiner Krönung zum Zaren von Bulgarien ließ er Tschaka töten und sein Kopf Toktai zukommen. Durch die „freundliche Geste“ bekam Bulgarien nicht nur seine Unabhängigkeit zurück, sondern auch Bessarabien geschenkt. Mavrocastro an der Mündung des Dnister wurde die nördlichste bulgarische Festung. Der neue Zar suchte auch die Schuldigen für die Abhängigkeit Bulgariens von den Tataren in den Jahren zuvor. Er griff hart durch und machte auch vor dem bulgarischen Patriarchen Ioakim III. nicht halt. Ioakim III., der eine Verschwörung von Boljaren gegen den „Fremden“ Zar organisierte, wurde festgenommen und von der Festungsmauer in Trnowo geworfen.
Die Konsolidierung des bulgarischen Reiches war nicht im Interesse von Byzanz. Aus diesem Grund schürte Kaiser Andronikos II. die inneren Streitigkeiten in Bulgarien. 1301 finanzierte und unterstützte er auch mit Truppen Michael Tich Assen, den Sohn des bulgarischen Zaren Konstantin Tich Assen. Byzantinische Chronisten geben an, dass Andronikos dazu von bulgarischen Adligen gebeten worden war. Dagegen spricht, dass Michael nach dem Grenzübertritt keine Unterstützung bei den bulgarischen Adligen finden konnte und auch von seiner Armee im Stich gelassen wurde.
Einen zweiten Versuch startete Andronikos II. mit dem Sebastokrator Radoslaw, Bruder des bulgarischen Zaren Smilez. Er unterstützte ihn dabei seinen Familienbesitz, das Despotat von Kran einzunehmen, das in dieser Zeit von Eltimir, einem Onkel von Todor Swetoslaw regiert wurde. Der Despot konnte jedoch Radoslaw besiegen. Radoslaw geriet mit 13 byzantinischen Heerführern in Gefangenschaft, wurde geblendet und Todor Swetoslaw übergeben. Die gefangenen Heerführer tauschte der bulgarische Zar gegen seinen Vater Georgi I. Terter ein, der sich in byzantinischer Gefangenschaft befand.

### Kriege mit Byzanz

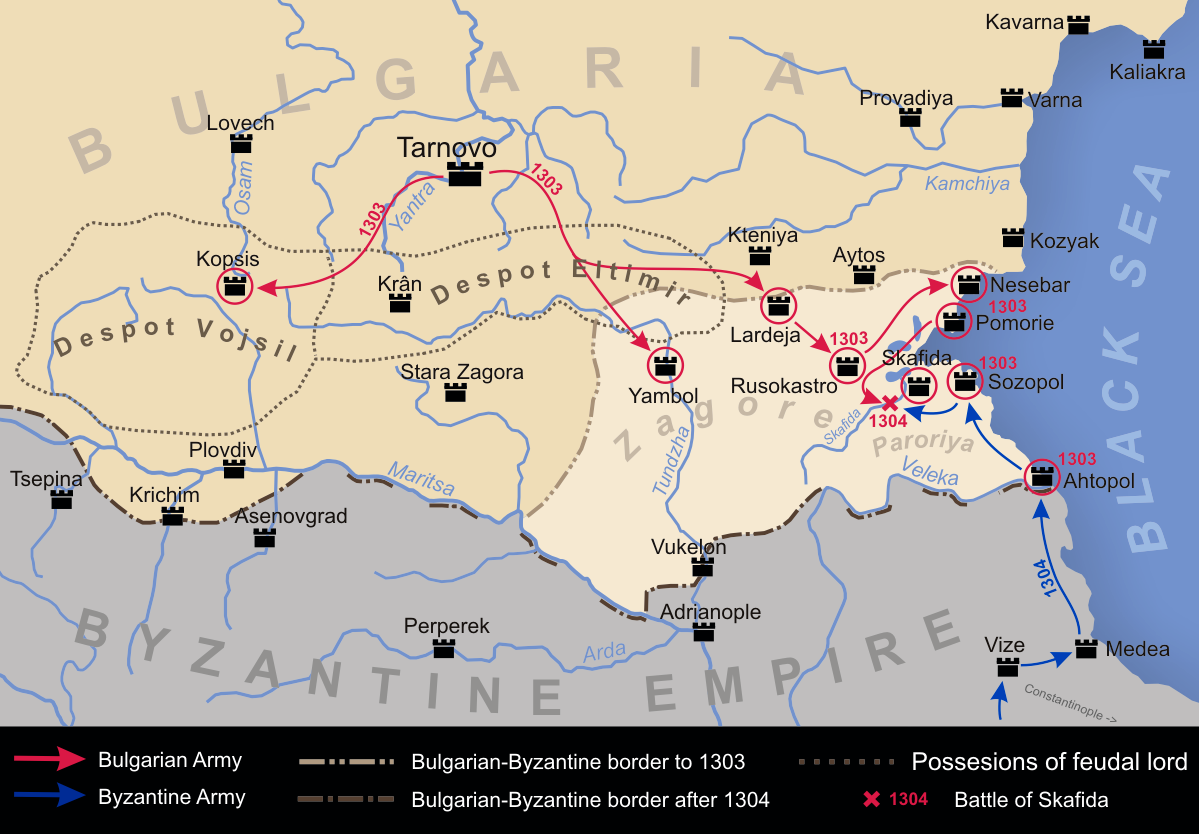
Todor Swetoslaws Kämpfe mit Byzanz

Nachdem er das bulgarische Reich konsolidiert hatte, richtete der Zar seine Anstrengungen gegen Byzanz, dessen Diplomatie die Tataren zu Angriffen und Plünderungszügen gegen Bulgarien angestiftet hatte. Damit wurde eine weitere Phase der byzantinisch-bulgarischen Kriege eingeleitet.
1303 marschierte Todor Swetoslaw mit seiner Armee in Thrakien ein. Er nahm mehrere kleine Festungen am Südhang des Balkangebirges und viele Städte in der Region Sagore ein. Danach wandte er sich den Schwarzmeerküstenstädten zu und konnte Ktenia, Rusokastro, Mesembria, Anchialos, Sosopolis und Agathopol einnehmen. Der byzantinische Kaiser der 1304 bei Bizye seine Truppen sammeln ließ, schickte seinen Sohn Michael IX. der entlang der Via Pontica Richtung Bulgarien zog. Beide Armeen trafen sich am Ufer des Flusses Skafida, bei Faros (dem heutigen Burgas). In der darauf folgenden Schlacht konnten die Byzantiner geschlagen werden (→ Schlacht von Skafida).
In der Schlacht von Skafida unterstützte der bulgarische Fürst (Despot) Wojsil (Bruder von Smilez und Radoslaw) die Byzantiner, weshalb er nach Byzanz flüchten musste. Nach der Schlacht zog Swetoslaw in Richtung Adrianopel.
Michael IX. unternahm noch im folgenden Jahr einen weiteren Vorstoß gegen Bulgarien. Er verwüstete dabei die Region Sagore und nahm die Küstenstädte südlich von Sosoplis erneut ein. Todor Slwetoslaw konnte sie jedoch noch im selben Jahr zurückerobern. Bei der Einnahme von Sosopolis fiel Johannes XII. Kosmas, Patriarch von Konstantinopel, in bulgarische Gefangenschaft. Nachdem die bulgarische Herrschaft über die Küstenstädte wieder hergestellt worden war, zogen Todor Swetoslaw und Eldimir plündernd durch das byzantinische Thrakien.
1305 konnte die byzantinische Diplomatie Eltimir, der ebenfalls Schwager von Smilez war, für ein weiteres Komplott gegen den Zaren gewinnen. Als dieser davon erfuhr, zog er überraschend mit seiner Armee in das Despotat Kran ein, entmachtete seinen Onkel und löste das Despotat auf. Dessen strategisch wichtige Gebiete im Balkangebirge wurden nun direkt dem Zaren unterstellt.
1306 baten 16.000 Alanen, die im Dienste des byzantinischen Kaisers standen, um Asyl in Bulgarien, das ihnen von Todor Swetoslaw gewährt wurde. Um ihnen bei der Flucht zu helfen, schickte er eine 1000 Mann starke Kompanie. An der bulgarischen Grenze wurden sie jedoch von den katalanischen Söldner des byzantinischen Kaisers angegriffen. Beeindruckt von der Kampfkraft der Katalanen suchte Todor Swetoslaw den Frieden. Die Verhandlungen mit deren Anführer, vermutlich Berengar du Rokafort, in denen der Zar ihm seine Schwester (die Witwe von Tschaka) als Frau anbot, scheiterten aber.
Ende 1306 suchte Todor Swetoslaw direkte Verhandlungen mit Byzanz und bot Frieden an. Andronikos II. wollte den Verlust der Küstenstädte aber nicht hinnehmen und zog die Gespräche in die Länge. Als im Winter in Konstantinopel Hungersnöte auftraten, schickte Todor Swetoslaw zwei Schiffe mit Getreide. Dadurch konnte er die Sympathie der Bürger Konstantinopels gewinnen und Druck auf die Verhandlungen ausüben.

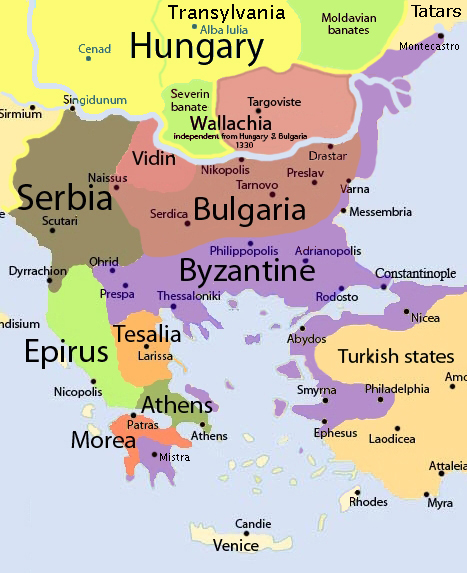
Die Balkanhalbinsel nach dem Frieden von 1307

Ein Frieden und somit ein Ende des Krieges konnte erst 1307 geschlossen werden. Byzanz verpflichtete sich Tributzahlungen zu leisten und erkannte den Status quo nach der Schlacht von Skafida an. So sicherte sich Bulgarien die Städte der südlichen Schwarzmeerküste bis Agatopolis und die Region Sagore. Der bulgarische Zar vermählte sich daraufhin mit Theodora Palaiologina, Töchter von Michael IX., was zusätzlich zum Frieden beitrug. Die Hochzeit fand 1308 im Zarenkloster auf der Insel Sweti Iwan, bei Sosopolis statt. Das Kloster wurde in den folgenden Jahren zu einem wichtigen kulturellen Zentrum ausgebaut, das sowohl vom bulgarischen Zaren, als auch vom byzantinischen Kaiser unterstützt wurde.
In der übrigen Zeit versuchte Todor Swetoslaw mit seinen Nachbarn in Frieden zu leben. Die traditionell guten Beziehungen mit der Republik Venedig wurden beibehalten und der Zar ist in mehreren venezianischen Dokumenten als Freund bezeichnet worden. 1315 gab ein Konflikt zwischen der genuesische Kolonie in Kaffa und dem Bulgarischen Reich, der im folgenden Jahr beigelegt wurde.
Um 1299 verschlechterten sich die bulgarisch-serbischen Beziehungen, als Anna Terter, Schwester von Todor Swetoslaw, von ihrem Mann Stefan Uroš II. Milutin König von Raszien verstoßen wurde. 1310 besuchte der serbische König Stefan Milutin die bulgarische Hauptstadt Tarnowo, wodurch sich die bulgarisch-serbischen Beziehungen normalisierten.
Kriegerische Auseinandersetzungen zwischen dem bulgarischen Reich und dem Despotat von Widin sind ebenfalls nicht überliefert worden. Aus diesem Grund wird angenommen, dass zwischen beiden Reichen Frieden herrschte und dass der Despot Schischman den bulgarischen Zar anerkannte.
In den letzten Jahren seiner Herrschaft griff Todor Swetoslaw in die innere Politik von Byzanz ein, als 1320 Todors Schwager verstarb. Er bot Andronikos III., der den byzantinischen Thron seines Großvaters Andronikos II. streitig machte, Unterstützung an. Andronikos III. zog eine mögliche Entführung in Betracht und wies das Angebot zurück. Gleichzeitig gewährte der Zar zwei Mal tatarischen Verbänden freien Durchlass, um byzantinisches Territorium zu plündern.
Todor Swetoslaw starb 1322 eines natürlichen Todes. Auf dem Thron folgte sein Sohn Georgi II. Terter. Todor Swetoslaw ist seit 2005 Namensgeber für den Terter Peak, einen Berg auf Greenwich Island in der Antarktis.

## Familie
1. Theodor II. Swetoslaw ⚭ Evrosina
  1. Georgi II. Terter, Zar von Bulgarien (1322–1323)
2. Theodor II. Swetoslaw ⚭ 1308 Theodora Palaiologina, Schwester des byzantinischen Kaisers Andronikos III. Palaiologos